# ASAHIネット
ASAHIネット（アサヒネット）は、株式会社朝日ネットが運営する日本のインターネットサービスプロバイダの名称。

## 概要
1988年にASAHIパソコン誌の読者向け無料パソコン通信サービスとして朝日新聞社により「ASAHIパソコンネット」が開始され、「交流と創造」を理念としてサービスを展開。他のパソコン通信サービスには見られなかった最大のポイントとして、掲示板や会議室、チャットなど全てにおいて会員の実名（本名）が明示された点が挙げられる。また、筒井康隆による朝日新聞朝刊連載小説「朝のガスパール」に連動した会議室『電脳筒井線』を運営。さらに、パソコン通信上で作品を募集し、選考結果もパソコン通信上で公開する『パスカル短篇文学新人賞』も開催するなど、「文学に強いネット」というイメージを醸成した。また、日本IBMなどによるパソコン通信サービス「People」との相互接続サービスも行っていた。
1994年に「ASAHIネット」の名称でインターネット接続サービスを開始。また、早期から企業・団体向けホームページサービス「MMJP」を開始している。
最大10Gbpsの光接続、ADSL接続、WiMAX2+をはじめとするモバイル接続、4GLTE SIMカードによる接続サービスなどのサービスを全国エリアで展開。
会員数は63.8万人（2021年3月末時点）。

## ASAHIネットの主要サービス

### インターネット接続サービス
| サービス名                                                                              | 回線キャリア         | 最大通信速度   | タイプ           | 提供対象           | 固定IP (IPv4) 利用可否 | IPv6 利用可否 | 備考 |
| --------------------------------------------------------------------------------------- | -------------------- | -------------- | ---------------- | ------------------ | ---------------------- | ------------- | ---- |
| AsahiNet 光（光コラボ）ファミリー ／ マンション ／ クロス                               | NTT東日本、NTT西日本 | （下り）10Gbps | 戸建・マンション | 個人会員・法人会員 | 可能                   | 可            |      |
| ASAHIネット 光 with フレッツ                                                            | NTT東日本、NTT西日本 | （下り）1Gbps  | 戸建・マンション | 個人会員・法人会員 | 可能                   | 可            |      |
| ASAHIネット ドコモ光                                                                    | NTT東日本、NTT西日本 | （下り）10Gbps | 戸建・マンション | 個人会員           | 可能                   | 可            |      |
| ASAHIネット auひかり                                                                    | KDDI                 | （下り）1Gbps  | 戸建・マンション | 個人会員           | 不可                   | 可            |      |
| フレッツ 光クロス ／ 光ネクストファミリー ／ 光ネクストマンション ／ 光ライトファミリー | NTT東日本、NTT西日本 | （下り）10Gbps | 戸建・マンション | 個人会員・法人会員 | 可能                   | 可            |      |

| サービス名                            | 回線キャリア             | 最大通信速度      | タイプ | 提供対象           | 固定IP (IPv4) 利用可否 | IPv6 利用可否 | 備考                                                                                          |
| ------------------------------------- | ------------------------ | ----------------- | ------ | ------------------ | ---------------------- | ------------- | --------------------------------------------------------------------------------------------- |
| ASAHIネット WiMAX +5G                 | UQコミュニケーションズ   | （下り）3.9Gbps   | -      | 個人会員・法人会員 | 可能                   | 不可          |                                                                                               |
| ASAHIネットLTE（ANSIM）               | NTTドコモ                | （下り）262.5Mbps | -      | 個人会員・法人会員 | 可能                   | 不可          | NTTドコモ端末であればSIMロックがかかっていても利用可能                                        |
| ASAHIネットWi-Fi Wi2                  | ワイヤアンドワイヤレス社 | （下り）300Mbps   | -      | 個人会員・法人会員 | 不可                   | 不可          | 公衆無線LANサービス。全国約3万箇所（BBモバイルポイント、Wi2 300、UQ Wi-Fi対応エリア）が利用可 |
| ハイスピードモバイル（Xi & FOMA対応） | NTTドコモ                | （下り）37.5Mbps  | -      | 個人会員・法人会員 | 可能                   | 不可          | NTTドコモ端末であればSIMロックがかかっていても利用可能                                        |
| PacketWIN                             | KDDI                     | （下り）9.2Mbps   | -      | 個人会員・法人会員 | 不可                   | 不可          | 2022年3月31日終了 提供元であるKDDI（au）の3Gサービス終了によるもの                            |

ADSL接続
NTT東西の回線を利用した常時接続サービスフレッツ・ADSL、速度タイプは1Mから47Mの全てのフレッツ・ADSLに対応している（2022年度中に終息予定）。
ソフトバンク株式会社の回線を利用した常時接続サービス「新超割ADSL」コースなどを用意（2021年9月30日をもってサービスの提供を終了）。

### インターネット関連サービス
固定IPアドレス
- 月々840円の固定IPアドレス

メール
基本となるメールアドレスは @asahi-net.or.jp となる。
- 追加メールボックス
- マイメールサービス

セキュリティ
- おまかせウイルスチェック
- おまかせスパムブロック
- 有害サイトブロック　｢ i-フィルター ｣
- 詐欺対策ソフト　｢サギウォール｣
- マカフィー・セキュリティスイート

ブログ・ホームページ
- アサブロ（2005年3月3日テスト版開始[2]、2005年8月31日正式版開始[3]）
- 独自ドメインホームページ
- ホームページサービス

ASP型グループウェア
- AsaOne

コンテンツ
- ポッドキャスト
- 有料データベースサービス
- 有料コンテンツサービス
- 知る・調べる （リンク集）
- 電子フォーラム*2019年5月末日サービス終了
- インターネット句会
- ふらりアサカフェ

100円でできること
- グリーン接続：地球温暖化の原因となる、二酸化炭素などの温室効果ガスをクリーンエネルギー事業や植林、森林の保護などを通して打ち消し、削減する仕組み。会員が毎月の自然エネルギーを購入し、インターネットを利用する時に排出するCO2を相殺（オフセット）できるオプションサービス。
- 食料支援募金：飢餓や貧困を抱える地域への食糧支援ができるオプションサービス。集められた募金は、飢餓と貧困の撲滅を使命として活動しているWFP 国連世界食糧計画/国連WFP協会に全額寄付され、緊急食糧援助などの人道支援活動に使われる。

## 歴史
- 1990年4月 - 株式会社アトソン（現在の株式会社朝日ネット）設立。パソコン通信を中心に事業を展開。
- 1991年10月 - 筒井康隆の小説「朝のガスパール」に連動した電子会議「電脳筒井線」を開設。「電脳筒井線」の記録は3冊に分けて出版。
- 1993年2月 - パソコン通信で作品を募集し、選考過程をネットで公開する「パスカル短篇文学新人賞」を設立。
- 1993年7月 - サービス名を「ASAHIパソコンネット」から「ASAHIネット」に変更。
- 1994年3月 - 日本IBMなどが設立した株式会社ピープルワールドが運営するパソコン通信サービス「People」との相互接続を開始。
- 1994年6月 - インターネット接続サービスを開始。
- 1995年2月 - 企業・団体向けのホームページ開設サービス「MMJP」を開始。
- 1995年6月 - 個人ホームページ・サービスを開始。
- 1997年12月 - 米国最大手のプロバイダーUUNETと契約し、米国500ヵ所にアクセスポイント開設。
- 2000年3月 - 全株式を役員・社員が取得、独立系通信事業者となる。
- 2000年12月 - ADSL接続サービスを開始。
- 2001年1月 - 社名を「株式会社朝日ネット」に変更。
- 2001年8月 - 光接続サービスを開始。
- 2003年3月 - IP電話サービスを開始。
- 2003年4月 - 会員数30万人達成。
- 2004年10月 - 迷惑メールを遮断する「スパムブロック」サービスを開始。
- 2005年3月 - ASP型グループウェア「AsaOne（アサワン）」のサービスを開始。
- 2005年3月 - 自社開発によるブログサービス「アサブロ」を開始。
- 2005年6月 - 「ASAHIネット 光 with フレッツ」サービスを開始。
- 2006年4月 - テレビ向け高品質ブロードバンド映像配信サービス「ASAHIネットTV」の提供開始。
- 2006年12月 - 東京証券取引所市場第二部に上場。
- 2007年11月 - 会員数40万人達成。
- 2007年12月 - 東京証券取引所市場第一部銘柄に指定。
- 2011年9月 - 会員数50万人達成。
- 2012年11月 - 小規模集合住宅向けインターンセット接続サービス「フレッツ 光WiFi アクセスコース」の提供開始
- 2013年3月 - SIMカードによるインターネット接続サービス「ASAHIネットLTE」の提供開始。
- 2014年2月 - 「ASAHIネットWiMAX 2+」の提供開始。
- 2015年2月 - 「AsahiNet 光（光コラボ）」の提供開始。
- 2017年4月 - 「IPv6接続サービス」提供開始。
- 2018年9月 - ASAHIネット会員数60万人達成。
- 2020年4月 - 最大通信速度10Gbps（上り・下り）のFTTH接続サービス「AsahiNet 光クロス」を提供開始

## 受賞歴
- 2002年 雑誌「日経ネットナビ」プロバイダー調査 総合1位
- 2003年 雑誌「日経ネットナビ」プロバイダー調査 総合1位（2期連続）
- 2004年 雑誌「日経ネットナビ」プロバイダー調査 総合1位（3期連続）
- 2004年 雑誌「日経クリック」プロバイダー調査 総合1位（4期連続）
- 2005年 雑誌「日経クリック」プロバイダー調査 総合1位（5期連続）
- 2005年 日経パソコン｢プロバイダーランキング2005」総合1位（6期連続）
- 2006年 日経パソコン｢プロバイダーランキング2006」総合1位（7期連続）※本調査は2006年で終了
- 2007年 J.D.パワー「インターネットプロバイダー顧客満足度調査2007（FTTHセグメント）」第1位
- 2008年 日経ビジネス「2008年アフターサービス満足度ランキング」第1位
- 2009年 オリコン「顧客満足度の高いプロバイダランキング 全国対応プロバイダ」第1位
- 2010年 日経BPコンサルティング「プロバイダー満足度調査2010」総合1位（7つの評価項目のうち、5項目で全国1位を獲得）
- 2010年 RBB TODAY「ブロードバンドアワード」ISP部門第1位
- 2010年 J.D.パワー「インターネットプロバイダー顧客満足度調査2010（FTTHセグメント）」第1位
- 2011年 オリコン「2012年版 顧客満足度の高いプロバイダー」総合1位
- 2011年 価格.com「プロバイダ満足度ランキング2011」顧客満足度 第１位
- 2013年 RBB TODAY「ブロードバンドアワード」ISP部門第1位（10年連続）
- 2024年1月30日 「RBB TODAY ブロードバンドアワード2023」において、キャリア部門エリア別総合関東で「最優秀」を受賞

## パスカル短篇文学新人賞
ASAHIネットが“文芸ネット”を標榜していた時期に主催していた文学賞。応募から選考に至るすべてをパソコン通信でやりとり、公開するという試みで、応募者ではない会員も参加できる会議室もあった。文学関連で個性の強い会員が多く、筒井康隆の作風の影響もあり、会議室が荒れることも多かった。公表されているだけで二名の会員が、選考委員の作家や他会員を過度に攻撃、罵倒し会議室の運営を阻害したとして会員資格停止になった。ASAHIネットが実名制を取ったのは、実名提示によって会員に冷静な議論を促す意図があったと思われるが、罵倒の抑制としてはさほど機能しなかった。その雰囲気の一端は、結果的にパスカル短篇文学新人賞の源流となった活字本『電脳筒井線』（全三冊）で知ることができる。
パスカル短篇文学新人賞は、選考委員の作家の側が度重なる会議室荒廃や自己への罵倒に継続に嫌気がさしたこと、運営側も期待したほどには会員拡大に繋がらずやはり継続の意欲を無くしたことで、三回で終了した。 ASAHIネットはこれ以後“文芸ネット”を称さなくなった。ASAHIネットの“文芸ネット”からの離脱の過程で、作家の側でも佐藤亜紀らのように運営側を罵倒し去っていく者も現れた。
パソコン通信サービス廃止後も電子フォーラムとしてパスカル短篇文学新人賞関連ログは読み出し可能であったが、2019年5月末電子フォーラムのサービス廃止により、他のすべての会議室（電子フォーラム）と同様に削除された。ASAHIネット社内にこれら電子フォーラムの記録が保存されているかは不明。

### 受賞者
- 第1回 1994年度 川上弘美『神様』
- 第2回 1995年度 丸川雄一『ライプニッツ・ドリーム』
- 第3回 1996年度 岡本賢一『父の背中』

### 選考委員
- 第1回 井上ひさし、小林恭二、筒井康隆
- 第2回 荻野アンナ、小林恭二、筒井康隆、堀晃
- 第3回 薄井ゆうじ、小林恭二、佐藤亜紀、筒井康隆、堀晃

## 関連書籍
『パスカルへの道』（1994年、中公文庫）
第1回パスカル短篇文学新人賞に関する応募作アンソロジー。第2回、第3回は刊行されず。